# Ray Dorset
Raymond Edward "Ray" Dorset, född 21 mars 1946 i Ashford, Surrey, är en brittisk sångare, kompositör, sångtextförfattare och musiker (gitarr). Han är sångare och till lika grundare av musikgruppen Mungo Jerry.

## Diskografi

### Studioalbum
Som Ray Dorset
- 1972 – Cold Blue Excursion

Som Ray Dorset & Mungo Jerry
- 1977 – Lovin' In The Alleys Fightin' In The Streets
- 1978 – Ray Dorset & Mungo Jerry
- 1981 – Viva England

Som Ray Dorset a.k.a. Mungo Jerry Blues Band
- 2003 – Adults Only

### Singlar
Som Ray Dorset
- 1972 – "Cold Blue Excursion"
- 1972 – "With Me"
- 1980 – "Forgotten Land"

Som Ray Dorset & Mungo Jerry
- 1977 – "Heavy Foot Stomp"
- 1977 – "Hello It's You Again"
- 1977 – "Mungo Rox"
- 1978 – "Sugar Mama"
- 1979 – "Dancin' In The Street"
- 1981 – "Knocking On Heavens Door"
- 1981 – "Rockin' On The Road"